# NK Vrbovsko
NK Vrbovsko je nogometni klub iz Vrbovskog osnovan 1922. godine.

## Momčadi
Seniorska momčad natječe se u 2. ŽNL Primorsko-goranskoj.
Pionirska momčad natječe se u 2. županijskoj omladinskoj ligi.